# Serralysine
La serralysin (CE 3.4.24.40, Pseudomonas aeruginosa alcaline protéinase, Escherichia freundii protéinase, Serratia marcescens extracellulaire de la protéinase, Serratia marcescens métalloprotéinase, Pseudomonas aeruginosa alk. de la protéase, Serratia marcescens métalloprotéase) est une enzyme,,,,,,,. 

## Description
Cette enzyme catalyse la réaction chimique suivante : un clivage préférentiel de liens avec résidus hydrophobes résidus en P1'.
Cette endopeptidase extracellulaire est présente chez  Pseudomonas aeruginosa, Escherichia freundii, Serratia marcescens et Erwinia chrysanthemi.